# Nicolae Picingli
Nicolae Picingli a fost strategos bizantin de Bari în thema de Longobardia, care a condus contingentul bizantin din cadrul unei ligi creștine în Bătălia de la Garigliano din 915, făcând parte din Războaiele bizantino-arabe.
Nicolae Picingli a fost numit strategos de Bari de către împăratul Constantin al VII-lea Porfirogenetul în 915 pentru a-l înlocui pe generalul Melisianus. Imediat, el a început organizarea diferiților principi și duci din sudul Italiei pentru a-i mobiliza într-un front unic împotriva sarazinilor.
Pe mare, Picingli se bucura de sprijinul blotei bizantine, în vreme ce pe uscat s-a aliat cu ducele Alberic I de Spoleto și cu papa Ioan al X-lea pentru a constitui Liga crețtină. Picingli a adunat laolaltă forțele bizantine puse la dispoziție de vasalii italieni ai Bizanțului: principele longobard Guaimar al II-lea, de Salerno și principele Landulf I de Capua și de Benevento. Forțele astfel reunite a pornit apoi în marș către râul Garigliano, unde se afla principala fortăreață construită de sarazini. În acel loc s-au adunat și ducii Ioan I de Gaeta și Grigore al IV-lea de Neapole, ambii vasali de iure ai Imperiului, ocazie cu care fiii celor doi, Docibilis, respectiv Ioan, au primit titulatura de patrikios. Această puternică forță s-a raliat forțelor conduse de Alberic I și de papa Ioan al X-lea, acesta din urmă conducând personal o armată provenită din Lazio. Ei s-au întâlnit cu sarazinii în luna iunie, iar bătălia a însemnat o înfrângere categorică a musulmanilor.
Picingli a fost eliberat fin funcție în anul 921, în timpul uzurpării Imperiului de către Romanos I Lecapenos.